# Stern Samu (vallási vezető)
Stern Samu (Nemesszalók, 1874. január 5. – Budapest, 1946. június 8.) élelmiszeripari üzletember, bankár, előbb pesti, majd országos zsidó vallási vezető. A neológ irányzat vezetőjeként a többséghez hasonlóan a zsidóságot pusztán vallásnak és nem nemzetiségnek tekintette, így önmagát is „Mózes-hitű magyarnak” definiálta, valamint ellenezte a cionizmust is. 1929-ben a Pesti Izraelita Hitközség, 1932-ben pedig az előbbit megtartva a teljes neológ irányzatot összefogó Magyar Izraeliták Országos Irodája elnöke is lett; mindkettőnek a Zsidó tanácsba (Judenrat) olvasztásáig. A második világháború alatt Magyarország német megszállásakor a náci utasításra és mintára megszervezett magyarországi Zsidó tanács (Judenrat) vezetője lett, amiért a háború után kollaborációval vádolták meg, ám perbe sosem fogták. Ebbéli tevékenységét halála előtt könyvben igyekezett tisztázni.

## Életrajza
A Veszprém vármegyei Nemesszalókon született vallásos neológ izraelita családban Stern Lipót és Hoffmann Fáni gyermekeként. Két évig járt jesivába, mielőtt szülei akarata ellenére inkább kereskedelmi iskolába iratkozott. Tanulmányai végeztével a családi birtokon kezdett dolgozni, majd önálló tejgazdaságot alapított. Kereskedelmi tehetsége, illetve módszerei révén hamar egy budapesti élelmiszeripari vezetői székében találta magát. Egyik kellemetlen riválisától úgy szabadult meg, hogy beépítette saját embereit, akik ott igyekeztek minél több kompromittáló információhoz juttatni, amikkel aztán a sajtóhoz fordult. Nemsokára a fővárosi élelmiszer-kereskedelem egyik megkerülhetetlen alakja lett.
Az első világháború kitörése után a Pesti Magyar Kereskedelmi Bank igazgatója lett. Ebbéli pozíciójában a hadsereg élelmiszerellátásának egyik vezetője lett, amin keresztül jelentős bevételekhez juttatta bankját. Stern ezalatt igyekezett a sajtóban hemzsegő háborús gazdasági visszaélésektől távol tartani mind magát, mind érdekeltségeit. Korrupcióellenes tevékenysége elismeréséül Tisza István felkérte, hogy induljon az egyik megüresedett képviselői székért, ám ezt elutasította. Később Ferenc Józseftől megkapta az „udvari tanácsosi” kitüntetést. Az öntelt, büszke Stern ekkor elintézte, hogy az aznapi hivatalos közlöny csak erről az egy kitüntetésről számoljon be.
A konzervatív, monarchia-párti üzletember az őszirózsás forradalom iránt bizalmatlan volt, Károlyi Mihályt nem szívelte, a kommunista hatalomátvétel után pedig Bécsbe menekült. A Tanácsköztársaság bukása után tért haza, ahol figyelmeztették, hogy a fehérterror őt is el akarja kapni. Bár neki semmi bántódása nem esett, de a felügyelete alá tartozó egyik nagyvállalat két igazgatóját is letartóztatták és összeverték. Őket Stern politikai közbenjárására engedték csak el.
A zűrzavaros időket felváltó bethleni konszolidáció új erőt adott Sternnek, akinek az érdeklődése mindinkább a hitközségi élet felé fordult. Kiterjedt kapcsolatrendszere révén 1929-ben a (neológ) Pesti Izraelita Hitközség (PIH) vezetőjévé választották, majd tumultuózus jelenetek közepette 1932 májusában az ország összes neológ hitközségét összefogó ernyőszervezet, a Magyar Izraeliták Országos Irodája (MIOI) elnöke lett. A MIOI ekkoriban a világ legnagyobb és leggazdagabb zsidó szervezete volt, amin belül a PIH a maga mintegy 250 ezres (többségében hívő) létszámával a világ legnagyobb hitközségeként funkcionált.
Ekkoriban kelt életre az a befolyását jól jellemző, ám valójában hamis legenda, miszerint Horthy Miklós állandó kártyapartnere volt. Minden formális és informális csatornán igyekezett felszólalni az egyre terjedő antiszemitizmus ellen, személyes kihallgatáson volt Gömbös Gyula és Imrédy Béla miniszterelnököknél is, ahogy Horthyval is találkozott ez ügyben. Mint asszimilációpárti és anticionista, azonkívül mint dúsgazdag üzletember igyekezett cáfolni a hol kommunista, hol kapitalista „nemzetközi zsidó” világösszeesküvés-elméleteket.
1944. március 19-én a nácik megszállták Magyarországot. A Gestapo zsidóügyi osztályának vezetője, Adolf Eichmann nem sokkal később Magyarországra utazott és a bevett gyakorlat szerint Budapesten is felállította a helyi Központi Zsidó Tanácsot. A tanács feladata volt a nácik követeléseit és utasításait közvetíteni a helyi zsidóság felé, valamint betartatni azokat velük. Ennek elérésére rendszerint a helyi közösségek régi vezetőit ültették a tanácsok élére. Stern pénze és kapcsolatai révén elmenekülhetett volna, vagy egyszerűen el is utasíthatta volna az ajánlatot, de úgy érezte, ha nem fogadná el, azzal elárulná saját közösségét, így mikor felajánlották, igent mondott az elnöki székre.
Azt remélte, hogy, a németek (és nyilasok) katonai veresége hamarabb következik be, mint a magyar zsidók deportálása, ezért mindvégig az időhúzásra játszott, valamint igyekezett lecsillapítani minden zsidó ellenkezést, ellenállást, ezzel saját szándékaikkal ellentétesen hozzájárulva a zsidók zökkenőmentes tömeges deportálásához. Az Auschwitz-jegyzőkönyvet ő és a tanács a fordította le magyarra és igyekezett eljuttatni Horthyhoz, valamint más magyar vezetőkhöz, majd külföldre juttatták. Ebbéli tevékenysége hatástalannak bizonyult, a jegyzőkönyv napvilágra kerülésével egy időben kezdődött meg a vidéki zsidóság tömeges deportálása, akik elől eltitkolták, mi is vár majd rájuk az „áttelepítő tábornak” hazudott haláltáborban, Auschwitzban. A nyilas hatalomátvétel után Stern is bujkálni kényszerült, vadászni kezdtek rá is, így a tanács operatív irányítása Stöckler Lajosra hárult.
A háború után sokan követelték a felelősségre vonását, mondván náci kollaboráns volt, aki saját maga és családja, valamint barátai életéért cserébe elárulta a teljes magyar zsidóságot, ám a rendőrségi vizsgálatot követően végül nem emeltek ellene vádat.
A tanácsban betöltött szerepéről és tevékenységéről, valamint magáról a zsidó tanácsról 1946-ban Emlékirataim – Versenyfutás az idővel! címmel könyvet írt, ami azonban életében nem jelenhetett meg. Röviddel később, még abban az évben elhunyt. 
Családja megőrizte a kéziratot, amely aztán 2004-ben Emlékirataim – Versenyfutás az idővel! – A 'zsidótanács' működése a német megszállás és a nyilas uralom idején címen a Bábel Kiadónál látott napvilágot. 
Felesége Reisz Leopoldina volt.

## Írásai
- A zsidókérdés Magyarországon, Pesti Izraelita Hitközség kiadványa, Budapest, 1938
- Emlékirataim / Versenyfutás az idővel! A „zsidótanács” működése a német megszállás és a nyilas uralom idején; szöveggond., szerk. Ács Gábor, tan. Schmidt Mária, Nathaniel Katzburg; Bábel, Bp., 2004 (Hungarica Judaica) ISBN 9638597364